# Sumpfzaunkönig

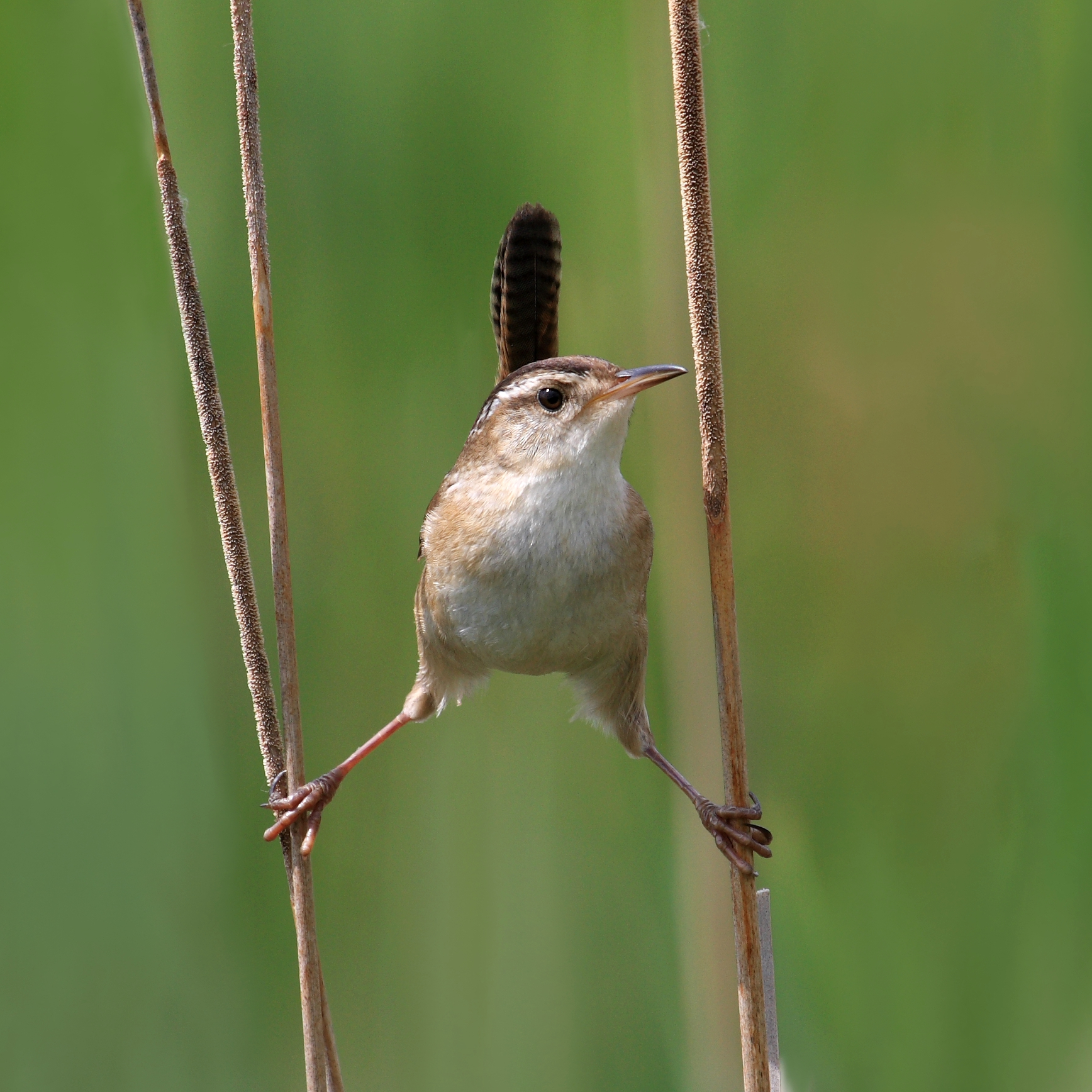
Sumpfzaunkönig, der sich zwischen Seggenhalme klammert

Der Sumpfzaunkönig (Cistothorus palustris) ist ein kleiner Singvogel aus der Familie der Zaunkönige (Troglodytidae). Er ist in großen Teilen Nordamerikas verbreitet, wo er in Sümpfen mit Beständen aus Rohrkolben und Teichsimsen brütet. Er fällt vor allem durch seinen mechanisch schnarrenden, klappernden, teils aber auch melodischen Gesang auf. Ein Männchen verpaart sich oft mit zwei, manchmal mit drei Weibchen. Während der Brutzeit baut das Männchen zahlreiche Nester. Die durchschnittliche Anzahl variiert lokal und von Jahr zu Jahr zwischen 7 und 22 Nestern, von denen die Weibchen jeweils eines zur Eiablage auswählen.

## Beschreibung
Der Sumpfzaunkönig steht mit 10,4 bis 14 cm Körperlänge in der Größe zwischen Blau- und Kohlmeise. Das Gewicht liegt zwischen 9 und 14 g. Die Geschlechter unterscheiden sich nicht in der Färbung, das Männchen ist jedoch deutlich größer als das Weibchen. Der relativ lange Schnabel ist oberseits braun, unterseits gelblich hornfarben und zur Basis hin aufgehellt. Die Iris ist braun. Beine und Füße sind blassbraun.
Im Adultkleid ist der Scheitel mattschwarz und hebt sich vom weißlichen, fast bis in den Nacken reichenden Überaugenstreif ab. Die Oberseite ist zimtbraun mit einem schwarzen, weißlich gestrichelten Dreieck auf dem vorderen Rücken. Die Unterseite ist weißlich beige mit gelblich brauner Tönung an den Flanken, die manchmal bis quer über die Brust reicht. Die Steuerfedern sind wie auch Teile des Flügelgefieders schwarz quergebändert.
Das Jugendkleid ähnelt dem Adultkleid. Es fehlt jedoch die weißliche Streifung auf dem Rücken. Ein Augenstreif ist allenfalls schwach ausgeprägt und das Flügelgefieder ist schwächer gebändert.
Vom sehr ähnlichen, etwas kleineren Pampazaunkönig kann die Art durch den längeren Schnabel, den ungestrichelten Scheitel und Bürzel, den schwächer ausgeprägten Überaugenstreif und die hellere Unterseite unterschieden werden.

## Stimme
Der recht unverwechselbare Gesang des Männchens (Hörbeispiel) besteht aus 1–2 Sekunden langen Strophen, die bis zu zwanzig mal pro Minute wiederholt, bzw. variiert werden. Sie werden jeweils von zwei glucksenden Silben eingeleitet und variieren in der Ausprägung zwischen mechanisch klingenden Geräuschen und melodischen Lauten. Manche Phrasen sind rohrsängerähnlich schnarrend, manche schwirlähnlich, einige erinnern an die „Kastagnetten-Phrase“ des Sprossers. Lautmalerisch können sie als tek-tak-dschi-dschi-dschi-dschi-dschi-dschi beschrieben werden. Es gibt eine auffallende geographische Variation im Gesang, wobei der Übergang zwischen einem östlichen und einem westlichen Typ etwa durch die Great Plains verläuft. Vögel der westlichen Populationen bringen sehr laute, teils als disharmonisch empfundene Phrasen, die ein breites Spektrum an Tonhöhen umfassen und oft sehr variabel sind, der Gesang der östlichen klingt fließender und melodischer und ist weniger variantenreich.
Das Rufrepertoire ähnelt in der Qualität den Bestandteilen des Gesangs. Beim Männchen werden ein nasales Schnarren, relativ laute Rufreihen wie tschu tschu tschu oder Triller wie trr trr trrr beschrieben. Beide Geschlechter äußern ein kurzes klick oder tschack als Erregungs- oder Kontaktruf, bei Begegnungen am Nest ist ein weicher, melodische Triller zu hören.

## Verbreitung
Die Brutverbreitung des Sumpfzaunkönigs erstreckt sich über weite Teile des gemäßigten Nordamerikas, wobei die Art in den Rocky Mountains und im Bereich der pazifischen Küstengebirge fehlt.
Die Nordgrenze verläuft vom Nordosten British Columbias südostwärts durch Alberta sowie durch die Mitte Saskatchewans, umfasst den Süden Manitobas und den äußersten Südwesten Ontarios, um dann auf Höhe des nördlichen Minnesotas den Bereich der Großen Seen zu durchschneiden, den äußersten Süden Québecs zu berühren und sich dann in einem Bogen durch die Neuengland-Staaten bis zur Ostküste hinzuziehen. Zerstreute Vorkommen gibt es in New Brunswick und Nova Scotia.
Entlang der Ostküste reicht die Verbreitung bis in den Nordosten Floridas und in einem weiteren Teilareal entlang der Golfküste vom Nordwesten Floridas bis ins südöstliche Texas. Auf dem übrigen Kontinent zieht sich die Südgrenze der Verbreitung etwa vom District of Columbia westwärts durch den Norden West Virginias, die südliche Mitte Ohios, den Süden von Indiana und Illinois, den Norden von Missouri und Kansas und von dort diagonal südwestwärts durch Colorado, New Mexico und Arizona bis zum Golf von Kalifornien. Im Bereich des Colorado-Plateaus und der Mojave-Wüste fehlt die Art. Ein disjunktes Vorkommen gibt es im mittleren Mexiko (siehe Unterart C. p. tolucensis).
An der Westküste reicht die Verbreitung nordwärts bis in den Osten von Vancouver Island und in einem Ausläufer bis ins mittlere British Columbia.

## Systematik und Geografische Variation
Bereits 1809 beschrieb Louis Pierre Vieillot eine Art namens Troglodytes arundinaceus, die in Verhalten, Lebensraum- und Nestbeschreibung mit dem Sumpfzaunkönig übereinstimmte, in der Gefiederbeschreibung aber dem Carolinazaunkönig (Thryothorus ludovicianus) entsprach. Es könnte daher angezweifelt werden, dass das von Wilson 1810 gewählte, allgemein anerkannte Artepitheton palustris mit dem Prioritätsprinzip vereinbar ist.
Die interne Systematik ist kompliziert und es werden aufgrund verschiedener Merkmale bis zu 17 Unterarten beschrieben. Dazu gehören die Färbung, die Zeichnung der Oberseite, verschiedene Körpermaße und Unterschiede in der Mauser. Wichtigstes geografisch variierendes Merkmal ist jedoch der Gesang (siehe dazu auch Stimme). Danach lässt sich die Gesamtpopulation in eine östliche und eine westliche Gruppe teilen. Im Bereich der Great Plains gibt es eine Intergradationszone mit Mischsängern. Bei Untersuchungen, die auch genetische Befunde einbeziehen, erfolgt in diesen Gebieten die Partnerwahl relativ strikt nach dem Gesang – es finden sich also jeweils entweder Paare mit Partnern aus der östlichen Gruppe oder aus der westlichen Gruppe zusammen. Auch Mischsänger bleiben meist unter sich. Obwohl in den untersuchten Gebieten genetisch etwa zu 40 % Vermischung festzustellen ist, könnte der Grad der sexuellen Selektion für die östlichen und die westlichen Populationen jeweils Artstatus rechtfertigen.

### Östliche Unterartengruppe
- C. p.  dissaeptus Bangs, 1902 – vom südlichen Ontario südwärts bis ins nördliche Ohio sowie zerstreute Vorkommen im Bergland von West Virginia.
- C. p.  palustris (Wilson, 1810) – von Rhode Island südwärts bis in die Küstenregionen Virginias und bis zum Tal des Potomac River.
- C. p.  waynei (Dingle & Sprunt Jr., 1932) – Küstenregionen des südlichen Virginias und North Carolinas.
- C. p.  griseus Brewster, 1893 – küstennahe Marschlandschaften vom nordöstlichen South Carolina südwärts bis in den Nordosten Floridas.
- C. p.  marianae Scott, 1888 – Küste des Golfs von Mexiko von Mississippi bis Florida.

### Westliche Unterartengruppe
- C. p.  plesius Oberholser, 1897 – vom südöstlichen Idaho südwärts bis ins zentrale Colorado und New Mexico.
- C. p.  pulverius (Aldrich, 1946) – Mittleres British Columbia und Zentral-Idaho südwärts bis in den Nordosten Kaliforniens und den Nordwesten Nevadas.
- C. p.  browningi Rea, 1986 – äußerster Südwesten Kanadas südwärts bis ins mittlere Washington.
- C. p.  paludicola S. F. Baird, 1864 – südwestliches Washington und nordwestliches Oregon.
- C. p.  aestuarinus (Swarth, 1917) – mittleres Kalifornien, Flusstäler von Sacramento und San Joaquin bis zum Delta des letzteren.
- C. p.  clarkae Unitt, Messer & Thery, 1996 – Küstenregionen des südlichen Kaliforniens von Los Angeles bis San Diego.

### Weitere Unterarten
Zwei der beschriebenen Unterarten lassen sich nicht eindeutig zuordnen. Ihre Areale grenzen nördlich an die Überlappungszone zwischen westlichen und östlichen Unterarten an. Über eine dritte, die in einem disjunkten Areal im zentralen Mexiko vorkommt ist wenig bekannt.
- C. p.  laingi (Harper, 1926) – vom nördlichen Alberta und dem mittleren Saskatchewan ostwärts bis ins südöstliche Manitoba, nordöstliches Montana.
- C. p.  iliacus (Ridgway, 1903) – von Manitoba und dem südwestlichen Ontario südwärts bis ins östliche Kansas und Missouri.
- C. p.  tolucensis (Nelson, 1904) – Zentral-Mexiko (Hidalgo und México südwärts bis Puebla)

Der Status dreier weiterer Unterarten ist umstritten. Nach Kroodsma und Verner sind C. p. deserticola zu C. p. aestuarinus, C. p. thryophilus zu C. p. marianae und C. p. canniphonus zu C. p. dissaeptus zu rechnen.

## Wanderungen
Das Zugverhalten des Sumpfzaunkönigs variiert je nach geografischer Lage der Brutgebiete. Die südlichen Küstenpopulationen, die Vögel der Enklave in Zentralmexiko und viele Populationen im westlichen und südwestlichen Nordamerika sind Standvögel, die übrigen sind Teilzieher oder Zugvögel, bei denen die winterlichen Temperaturen darüber entscheiden, ob und wie weit sie ziehen. Zudem neigen diesjährige Vögel eher zum Ziehen als ältere.
Die östliche Unterartengruppe überwintert an der südlicheren Atlantikküste und am Golf von Mexiko, die Zugvögel der westlichen vom mittleren Texas und Mexiko westwärts.
Der Herbstzug beginnt teils schon im August und setzt sich bis in den Oktober, mancherorts bis Ende November fort. Der Höhepunkt des Eintreffens in den Winterquartieren liegt in Florida um Mitte Oktober. Nach dem Winter treffen die singenden Männchen meist in den ersten Maiwochen in den Brutgebieten ein, die Weibchen folgen 7–10 Tage später.

## Lebensraum
Der Sumpfzaunkönig besiedelt Sumpflandschaften aller Art und brütet dort in Röhrichten und hohen Beständen aus Sauergräsern oder Binsen. Bevorzugt werden staunasse Mischbestände aus Rohrkolben und Teichbinsen (vor allem Schoenoplectus tabernaemontani und Schoenoplectus acutus), bisweilen brütet die Art aber auch in eingestreuten Spiersträuchern (z. B. Spiraea douglasii). An nassen Standorten ist der Bruterfolg größer. Fallen die Reviere im späten Frühjahr trocken, kann es daher kleinräumig zu einem Biotopwechsel kommen. Bei späteren Bruten ab Mitte Juli stehen die Nester teils generell in Teichbinsen-Beständen.
In Salzsümpfen kommt die Art auch in Schlickgrasbeständen vor. Sie brütet an der Küste in sehr hohen Röhrichten entlang von Mündungsarmen, die mehr als 2 m Höhe erreichen, im Bereich von Dämmen in mittelhohen Grasbeständen von 1–1,5 m Höhe.
Im Unterschied zum nahe verwandten Pampazaunkönig, der eher in Feuchtwiesen und in Randgebieten von Sümpfen brütet, kommt der Sumpfzaunkönig an nasseren Standorten vor.

## Ernährung
Der Sumpfzaunkönig ernährt sich von verschiedenen Wirbellosen wie insbesondere Insekten und Spinnen. Einen großen Teil stellen Insekten, die im Wasser leben. Die Nahrung wird größtenteils am Grund von Röhrichten, nahe an der Wasseroberfläche oder dem Sumpfboden gesucht. Teilweise werden auch Schilf- oder Seggenhalme sowie Rohrkolben abgesucht; gelegentlich werden kurze Fangflüge unternommen.

## Fortpflanzung

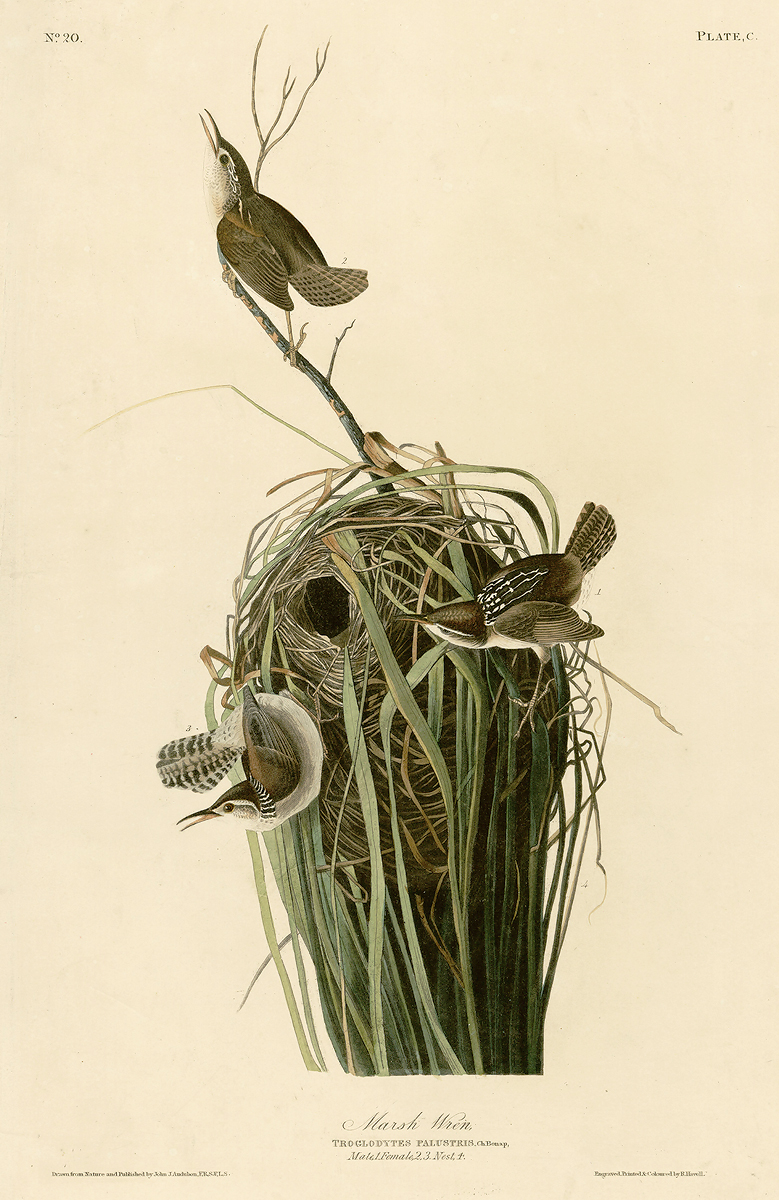
Zwei Weibchen und ein Männchen des Sumpfzaunkönigs am Nest, Stich nach John James Audubon

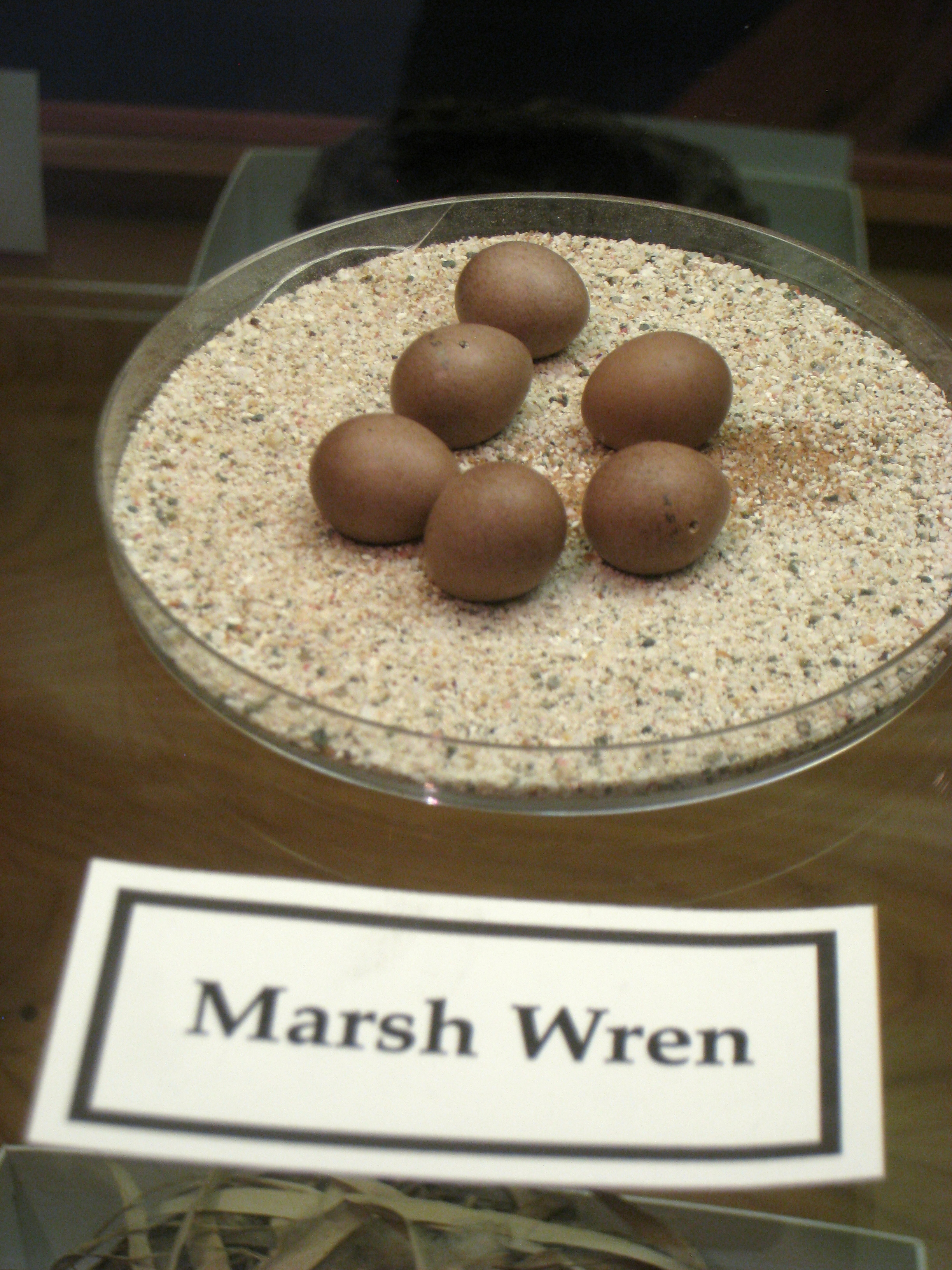
Eier des Sumpfzaunkönigs

Der Sumpfzaunkönig ist polygyn; viele Männchen verpaaren sich mit zwei oder mehr Weibchen. Die Anzahl polygyner Männchen in einer Population variiert jedoch regional sehr stark. In Georgia wurden nur 5 % festgestellt, in New York 25–35 %, in Manitoba 41–54 %, in Washington 50 %. In einer Population in Washington, in der das Geschlechterverhältnis 80:87 betrug, gab es 13 unverpaarte Männchen, 47 die in Einehe lebten und 20 bigame Männchen. Eine Untersuchung in zwei Gebieten in Manitoba ergab ein Geschlechterverhältnis von 120:186, hier fand man 10 unverpaarte, 53 Monogamisten, 48 Bigamisten und 9 Männchen mit je drei Weibchen.
Weibchen treffen im Frühjahr 7–10 Tage nach den Männchen in den Brutgebieten ein, die Paarbildung erfolgt in den Tagen danach, wenn die Weibchen in relativ kurzer Zeit mehrere Reviere der Männchen inspizieren. Die Kriterien, nach denen die Wahl erfolgt, ist wohl regional ebenfalls sehr unterschiedlich. Während die Weibchen in einigen Populationen Männchen mit guten Revieren vorziehen, auch wenn diese schon mit anderen Weibchen verpaart sind, suchen sie andernorts eher unverpaarte Männchen als Partner aus.
Die Hauptbrutzeit liegt mit leichten regionalen Unterschieden etwa zwischen Mitte April und Juni. Zweitbruten sind nicht selten.
Männchen errichten während der Brutzeit zahlreiche Nester. Die Zahl kann von Jahr zu Jahr oder regional schwanken, der Durchschnitt liegt zwischen 7 und 22 Nestern pro Männchen. Nur wenige Nester werden tatsächlich für die Eiablage genutzt; viele dienen vor allem im Winter als Schlafplatz, als Zufluchtsort für flügge Junge oder als Ausweichnest beim Verlust von Gelegen. Offenbar spielen die Nester aber auch bei der Ablenkung von Feinden eine Rolle. Möglicherweise stellt die Zahl der gebauten Nester zudem ein Kriterium zur Partnerwahl dar, nach dem die Weibchen die vitalsten Männchen mit den besten Revieren auswählen. Bei Versuchen, in denen eine große Anzahl der Nester entfernt wurde, konnten die betroffenen Männchen kein Weibchen an sich binden.
Die Nester stehen meist in Rohkolben- oder Teichbinsenbeständen in 75–95 cm Höhe, mit fortschreitendem Vegetationswachstum auch höher. Es sind komplexe, rundovale Bauten, die etwa 18 cm hoch und 13 cm breit sind. Die Wände sind etwa 2 cm dick, die Nisthöhle misst etwa 8 cm × 13 cm. Das Brutnest besteht aus einem Außenbau aus verflochtenen Halmen von Seggen oder Reitgräsern und einer feineren Auspolsterung aus feinen Halmen, Würzelchen oder den wolligen Flugsamen von Rohrkolben. Die Außenkonstruktion wird vom Männchen im Verlauf von bis zu 3 Tagen in insgesamt etwa neunstündiger Arbeit errichtet. Dazu formt es zunächst einen Napf, später zieht es die Wände hoch. Diese bestehen aus tragenden Halmen, die oben zu einer Kuppel verflochten werden und als Grundlage für das Einflechten feinerer Halme dienen. Die etwa 3 cm breite Nestöffnung befindet sich in der Mitte oder im Bereich der oberen Hälfte.
Begleitet vom Männchen inspiziert das Weibchen bei der Balz die Nester, wählt sie gegebenenfalls aus und polstert sie dann mit feinem Nistmaterial aus. Häufig beginnt das Weibchen aber auch mit dem Bau eines neuen Nests. Wie häufig das der Fall ist, ist unklar und kann auch regional schwanken. Wenn das Weibchen ein Nest für die Brut ausgepolstert hat, ist es daran zu erkennen, dass an der Nestöffnung feines Nistmaterial heraushängt oder sogar einen kleinen Tunnel bildet.
Das Gelege besteht meist aus 4–6, seltener 3–10 etwa 12 mm × 16 mm großen, auf braunem Grund fein dunkel gesprenkelten Eiern. Sie werden im Abstand von einem Tag gelegt und 1–2 Tage vor Ablage des letzten Eies allein vom Weibchen bebrütet. Die Brutdauer liegt zwischen 12 und 14 Tagen. Die Nestlinge werden etwa 7–8 Tage lang gehudert und fliegen nach 13–16 Tagen aus. Danach werden sie noch etwa 12 Tage lang gefüttert.

## Bestand und Gefährdung
Der Sumpfzaunkönig ist relativ häufig, obwohl seine Zahl mit dem Verlust von Feuchtgebieten zurückgeht. Großflächige Trockenlegungen von Sümpfen führen zu lokalen Rückgängen. In anderen Regionen ist der Bestandstrend hingegen positiv. In einigen Bundesstaaten steht die Art auf der Vorwarnliste; beispielsweise in Florida, wo das Vorkommen der Art weitgehend auf Salzwiesen beschränkt ist oder in Pennsylvania, wo in der zweiten Hälfte des zwanzigsten Jahrhunderts etwa 40 % der Feuchtgebiete der Landnutzung zum Opfer fielen. Die IUCN stuft die Art als  (=least concern – nicht gefährdet) ein.